# 佐々木荒
佐々木 荒（ささき あらし、1928年1月19日 - 2011年5月26日）は、日本の経営者。古河機械金属社長、会長を務めた。

## 来歴・人物
鳥取県出身。1953年に東京大学法学部商法律学科を卒業し、同年に古河鉱業(のちの古河機械金属)に入社した。1987年6月に取締役に就任し、1989年6月に常務、1991年6月に専務を経て、1993年6月に社長に就任。1997年6月に会長に就任し、2001年6月には相談役に就任。
2000年4月に勲三等旭日中綬章を受章。
2011年5月26日、肺炎のために死去。83歳没。